# Otroci iz Llullaillaca
Otroci iz Llullaillaca (špansko: [(ɟ) ʝuʝajˈʝako]), znani tudi kot Mumije iz Llullaillaca, so tri otroške mumije Inkov, ki jih je 16. marca 1999 odkril Johan Reinhard in njegova arheološka skupina blizu vrha stratovulkana Llullaillaco, 6739 m na meji med Argentino in Čilom. Otroke so Inki žrtvovali v verskem obredu, ki se je zgodil okoli leta 1500. V tem obredu so bili trije otroci omamljeni , nato pa postavljeni v majhno komoro, pod zemljo, 1,5 metra, kjer so jih pustili umreti. Po Reinhardovih besedah so mumije »videti najbolje ohranjene inkovske mumije, kar so jih kdaj koli našli«, drugi arheologi pa so izrazili enako mnenje in jih označili za najbolje ohranjene mumije na svetu.
20. junija 2001 je argentinska nacionalna komisija za muzeje, spomenike in zgodovinske kraje razglasila Otroke iz Llullaillaca za nacionalno zgodovinsko lastnino Argentine. Od leta 2007 so mumije na ogled v Arheološkem muzeju v Alta Montaña v argentinskem mestu Salta.

## Ozadje
Inkovski imperij (kečuanščina Tawantinsuyu, 'Štiri regije') je bil največji imperij v predkolumbovski Ameriki  in morda največji na svetu v začetku 16. stoletja. Imperij je nastal na območju okoli mesta Cusco, visoko v gorah Andov v današnjem Peruju, v 13. stoletju. Inka civilizacija se geografsko ni veliko razširila do sredine 15. stoletja. Vendar pa so se Inki, ki so se začeli leta 1438 pod vladavino Pachacutija, po Južni Ameriki razširili vzdolž gorovja Andov, ob tem pa osvojili lokalna ljudstva in v manj kot stoletju utrdili ogromen kopenski imperij. Inkovski imperij je dosegel svoj največji geografski obseg okoli leta 1530, nato pa se je začelo hitro upadanje, ki se je končalo s padcem Cusca leta 1533, skupaj z usmrtitvijo Inka Atahualpa od španskih osvajalcev.
Žrtvovanje otrok, imenovano capacocha ali qhapaq hucha, je bilo pomemben del religije Inkov in se je pogosto uporabljalo za spomin na pomembne dogodke, kot je smrt Sapa Inka. Človeška žrtev je bila uporabljena tudi kot daritev bogovom v času lakote in kot način prošnje za zaščito. Žrtvovanje se je lahko zgodilo le ob neposredni odobritvi vladarja Inkov. Otroke so izbirali po vsem razprostranjenem imperiju, izbirali pa so jih predvsem na podlagi njihove 'fizične popolnosti'. Otroci, izbrani za žrtvovanje, so bili na splošno »sinovi in hčere plemičev in lokalnih vladarjev«. Nato so jih odpeljali na stotine ali tisoče kilometrov do glavnega mesta Cusco, kjer so bili predmet pomembnih ritualov čiščenja. Od tam so otroke pošiljali na visoke gore po vsem imperiju, da bi jih žrtvovali. Po tradicionalnem prepričanju Inkov otroci, ki so bili žrtvovani, resnično ne umrejo, ampak bdijo nad zemljo iz svojih gorskih vrhov skupaj s svojimi predniki. Inki so šteli za veliko čast, da so umrli kot žrtev.
Številne druge dobro ohranjene mumije, kot je mumija Juanita, so bile tudi najdene na gorskih vrhovih Andov. 

## Mesto pokopa
Llullaillaco je vulkan visok 6739 metrov. Leži v Andih na sodobni meji, ki ločuje Čile in Argentino. Mesto pokopa je bilo v času odkritja prekrito s petimi metri zemlje in kamenja. Mesto, kjer so našli mumije, je opisano kot »najvišje arheološko najdišče na svetu«.
Llullaillaco je v puščavi Atacama, najbolj suhi nepolarni puščavi na Zemlji. Izjemna suhost zraka je glavni razlog za odlično ohranitev mumij v 500 letih. Znano je, da suhost in hladne temperature bistveno zmanjšujejo stopnjo razgradnje človeških ostankov , zato so izjemne okoljske razmere na vrhu Llullaillaca zelo ugodne za ohranitev.

## Odkritje
Leta 1999 se je Johan Reinhard s svojo ekipo raziskovalcev odpravil v visoke Ande iskati mesta obrednih žrtev Inkov. Tri dni po iskanju je Reinhardova ekipa odkrila grobišče, v katerem so bili trije mumificirani otroci: dve deklici in en fant. Najdenih je bilo tudi nekaj zlatih, školjkastih in srebrnih kipov, tekstila in keramike. Telo mlajše deklice je po njeni smrti udarila strela in povzročila opekline na njenem telesu, zlasti obrazu in rami. Preostali dve mumiji nista bili prizadeti. Kipi iz plemenitih kovin in tekstila so bili med številnimi dobrinami, ki so jih našli v grobovih.
Odprava je bila večkrat blizu neuspeha. Po dolgem aklimatizacijskem procesu, vključno z mesecem dni raziskovanja gore v nižji nadmorski višini, se je ekipa končno približala vrhu Llullaillaco, potem ko je postavila vrsto taborov. V tej odpravi so raziskovalci prenašali močan veter s hitrostjo več kot 31 m / s in ekstremne temperature, ki so v enem trenutku dosegli -40 ° C. V njihovem zadnjem taboru, na nadmorski višini 6600 metrov, se je začela nevihta, ki je trajala štiri dni. Po Reinhardovih besedah je ekipa [že] obupala, ko je na mestu opazila umetno plast, ki je nakazovala, da bi morali nadaljevati preiskavo. Raziskovalci so sledili umetni plasti, ki jih je sčasoma pripeljala do pokopa ene od mumij.

## Mumije
Na pokopališču Llullaillaco so našli tri mumije: la doncella (deklica), la niña del rayo (dekle strela) in el niño (deček). Ko so bili na vrhu gore, so jim dovolili, da so zaspali, nato pa so jih postavili v majhno grobnico pod zemljo, veliko 1,5 metra, kjer so jih pustili umreti. Poleg tega so jih hranili z visoko vsebnostjo beljakovin, preden so jih žrtvovali.
Ko so bile najdene, so bile mumije v izjemnem stanju. Reinhard je dejal, da so bile roke popolnoma ohranjene, tudi do posameznih dlak. Notranji organi so bili še nedotaknjeni, v enem od src pa je bila še vedno zmrznjena kri. Ker so mumije zmrznile, preden bi lahko prišlo do dehidracije, do izsuševanja in krčenja organov, ki je značilno za izpostavljene človeške ostanke, nikoli ni prišlo.

### La doncella
Najstarejšo mumijo, deklico, ki je bila stara približno petnajst let, so poimenovali la doncella. Postala je splošno znana kot Devica iz Llullaillaca. Med njenim pregledom so v pljučih odkrili bakterijsko okužbo. Nosila je obleko s prepletenimi lasmi, skupaj s perjem okrašenim pokrivalom. DNK testiranje je pokazalo, da sta bili deklici polsestri, medtem ko fant ni bil v sorodu. Umrla je v spanju, usodo je delila z drugimi otroki.
Verjame se, da je bila La Doncella aclla ali Sončna devica - devica, ki je bila izbrana in posvečena približno pri desetih letih, da bi živela z drugimi dekleti in ženskami, ki bi postale kraljeve žene, svečenice in žrtve. Praksa obrednega žrtvovanja v družbi Inkov je bila namenjena zagotavljanju zdravja, bogate letine in ugodnega vremena.

### La niña del rayo
La niña del rayo je bila stara približno šest let, ko so jo žrtvovali. Njen obraz, eno uho in del rame so bili poškodovani zaradi udara strele, ki se je zgodil po njeni smrti. Glavo je imela visoko dvignjeno in bila je obrnjena proti jugozahodu. Oblečena je bila v tradicionalno svetlo rjav acsu obleko, glava pa je bila skupaj z delom telesa zavita v gosto volneno odejo. Poleg tega je bilo njeno celo telo zavito v drugo odejo, to je vezenje rdeče in rumene barve. Zdi se, da je bila njena lobanja namerno podolgovata.
Zdi se, da je bila La niña del rayo obravnavana manj grobo kot el niño, vendar brez skrbi, s katero so ravnali z la doncelo.

### El niño
Telo El Niña, ki je bil star približno sedem let, ko je bilo žrtvovano tesno zavito, saj so mu bila nekatera rebra in medenica izpahnjeni. Očitno je umrl pod stresom, saj so na njegovih oblačilih našli bruhanje in kri. Zdelo se je tudi, da se je v njegovih laseh pojavila gnida. Bil je edini zvezan otrok. Ležal je v položaju ploda, oblečen je bil v sivo tuniko, srebrno zapestnico in usnjene čevlje, zavit pa je bil v rdečo in rjavo odejo. Lobanja el niño je bila nekoliko podolgovata, podobno kot pri la niña del rayo. Zaradi načina, na katerega je bil zvezan, se domneva, da je umrl zaradi zadušitve.
El niño je bil pokopan z zbirko majhnih predmetov, nekateri so prikazovali lepo oblečene moške, ki so vozili karavane lam, drugi pa so prikazali ritualno dejavnost, pri kateri moški s pomočjo pračk spuščajo krogle v lagune ob koncu sušnega obdobja, da pospešijo prihod dežja.

## Znanstvena analiza
Glede na biokemijsko analizo las la doncelle so bili otroci pred začetkom žrtvenega rituala drogirani z alkoholom in koko. La Doncelo so drogirali listi koke in koruzno pivo, znano kot čiča. Čeprav so vse tri žrtve pred ritualom zaužile znatne količine teh snovi, analiza vzorca las kaže, da je la doncella zaužila bistveno več koke in alkohola kot el niño ali la niña del rayo. Njeni lasje so vsebovali najvišjo koncentracijo koke, ki so jo kdaj našli v andskih človeških ostankih.

## Razstava
Mumije ostajajo na ogled v Arheološkem muzeju Alta Montaña, muzeju, ki je v celoti posvečen razstavi mumij v Salti v Argentini. Območje, kjer je zdaj mesto Salta, je bilo del Inkovskega imperija v poznih 1400-ih in zgodnjih 1500-ih, preden so ga konec 1500-ih osvojili španski konkvistadorji. Da bi preprečili poslabšanje, računalniško vodeni klimatski sistem vzdržuje okoljske razmere, podobne tistim na Llullaillacu. Če bi potres ali druga izredna situacija povzročila izgubo moči, bi bilo letalo guvernerja province uporabljeno za prenos mumij na drugo lokacijo, kjer bi jih lahko ustrezno zavarovali. Muzej je odprl vrata za širšo javnost v začetku septembra 2007.
Pred gradnjo muzejske postavitve je mumije varovala Katoliška univerza v Salti. Razvoj načina, kako mumije pokazati javnosti, hkrati pa ohraniti njihovo popolno ohranitev, je trajal osem let raziskav.

## Polemike
O mumijah so bili spori, zlasti glede avtohtonih pravic. Ekshumaciji in razstavljanju trupel nasprotujejo nekateri domorodci.
Rogelio Guanuco, vodja avtohtonega združenja Argentine (AIRA), je razstavo označil za »kršitev naših najdražjih« in dejal, da »je Llullaillaco še vedno sveta gora za nas. Tega svetišča ne bi smeli nikoli oskruniti in ne bi smeli postavili naše otroke na razstavo kot v cirkus.« Fermín Tolaba, poglavar Lules, je dejal, da bi mumije »morale ostati na svojem ozemlju« in da  »zdaj, ko so [mumije] že izkopane, [muzej] bi jih moral vrniti. Ni dobro, da muzej s tem zasluži in zaračuna vstopnino za nekaj, kar mu ne pripada«.
V območju visokih Andov, od koder so mumije odvzeli, je vsaj še 40 podobnih obrednih pokopališč. Vendar pa po besedah Gabriela Miremonta, oblikovalca in direktorja Arheološkega muzeja Alta Montaña, ki gosti razstavo z mumijami, zaradi »dobrih odnosov z indijanskim ljudstvom« z območja ne bodo odstranjene nobene mumije. Vendar so drugi avtohtoni prebivalci raziskavo podprli. Tretji svetovni kongres kečuanščine konec leta 2004 je združil 300 predstavnikov iz andskih držav. Na koncu je kongres sprejel resolucijo »Kongres odobrava podporne preiskave otrok Llullaillaco (Salta, Argentina) in razširjanje takšnih preiskav za priznanje veličine in razvoj naših prednikov od njihovega nastanka do danes.« 
Nekateri avtohtoni voditelji so še izrazili zaskrbljenost, da ne bodo deležni nobene gospodarske koristi, ki bi jo ustvarila razstava mumij.